# Carl Ringvold
Carl August Ringvold (Christiania, 3 april 1876 – Oslo, 22 januari 1960) was een Noors zeiler.
Ringvold won tijdens de Olympische Zomerspelen 1920 de gouden medaille in de 8 meter klasse model 1907, de Noren waren de enige deelnemers in deze klasse en kregen daardoor ook de gouden medaille. Vier jaar later tijdens de Olympische Zomerspelen 1924 won Ringvold samen met zijn zoon Carl de gouden medaille in de 8 meter klasse.

## Olympische Zomerspelen
| Jaar | Plaats    | Resultaten                |
| ---- | --------- | ------------------------- |
| 1920 | Antwerpen | 8 meter klasse model 1907 |
| 1924 | Parijs    | 8 meter klasse            |

1908: Charles Campbell / Blair Cochrane / John Rhodes / Henry Sutton / Arthur Wood ·
1912: Thomas Aas / Andreas Brecke / Torleiv Corneliussen / Thoralf Glad / Christian Jebe
1920 (model 1907): Thorleif Holbye / Alf Jacobsen / Kristoffer Olsen / Carl Ringvold / Tellef Wagle ·
1920 (model 1919): Thorleif Christoffersen / Magnus Konow / Reidar Martiniuson / Ragnar Vik ·
1924: Rick Bockelie / Harald Hagen / Ingar Nielsen / Carl Ringvold jr. / Carl Ringvold ·
1928: Donatien Bouché / André Derrien / Virginie Hériot / André Lesauvage / Jean Lesieur / Carl de la Sablière ·
1932: Owen Churchill / John Biby / Alphonse Burnand / Kenneth Carey / William Cooper / Pierpont Davis / Carl Dorsey / John Huettner / Richard Moore / Alan Morgan / Robert Sutton / Thomas Webster ·
1936: Bruno Bianchi / Luigi De Manincor / Domenico Mordini / Enrico Poggi / Luigi Poggi / Giovanni Reggio